# 真值函数
在逻辑中，真值函数是从语言的句子生成的函数。它采用来自 {T,F} (就是真实和虚假)的真值。例如句子 A → B 生成真值函数 h(A,B)，它的真值是 F，当且仅当 A 的值是 T 而 B 的值是 F。n 个变量的命题句子生成 2^{2^n} 个真值函数。比如，如果有像 A → (B → A) 这样的 2 个变量的命题则有 16 个生成的真值函数。
陳述或命题被称为是真值泛函的，如果它的真值由它的部件的真值来决定。
比如，“在2004年4月20日保罗·马丁是加拿大首相”是真的，“在2004年4月20日乔治·沃克·布什是美国总统”也是真的，所以合取：
- “在2004年4月20日保罗·马丁是加拿大首相 与 乔治·沃克·布什是美国总统”

是真的。在这个句子中，“与”充当真值函数。
相反的，在“在2004年4月20日阿尔·戈尔是美国总统”和“布蘭妮·斯皮爾斯相信在2004年4月20日阿尔·戈尔是美国总统”。知道前者不是真的和后者的真值之间没有关系：布蘭妮·斯皮爾斯相信阿尔·戈尔是总统这个命题的真值，不是由阿尔·戈尔在那天不是总统的事实来决定的。 所以，词语“相信”不是真值函数。
用更加数学化的术语，真值函数是一种布尔函数，并使用布尔变量来持有真值函数的结果是计算机科学的普遍实践。确定句子的真值是逻辑和数学二者的基本活动；作为结果，真值函数在与逻辑和数学基础有关的著作中经常讨论。
简单真值函数如 AND、NOT 等可以用真值表确定。更复杂的真值函数可能需要重要的计算。

## 历史
Alonzo Church 1944年. Introduction to Mathematical Logic.  ISBN 0-691-02906-7 The history of the usage of truth function is covered, among other terms, in the Introduction chapter.